# Werewolf: The Apocalypse
Werewolf: The Apocalypse ist ein Pen-&-Paper-Rollenspiel, das in der fiktiven Spielwelt Welt der Dunkelheit (World of Darkness) angesiedelt ist. Die Reihe erschien beim US-amerikanischen Verlag White Wolf. Im deutschsprachigen Raum wurde es unter dem Titel Werwolf: Die Apokalypse von Feder & Schwert bzw. Ulisses Spiele verlegt.

## Publikationsgeschichte
„Werewolf: The Apocalypse“ erschien zunächst von 1992 bis 2004 in drei Editionen. Es war mit anderen Spielen Teil einer gemeinsamen Spielwelt genannt „World of Darkness“. Im Jahr 1995 wurde das Sammelkartenspiel Rage auf dem Hintergrund der Spielwelt veröffentlicht. Im Jahr 1997 wurde auf Basis von White Wolfs Mind’s Eye Theatre-Regeln ein Liverollenspiel-Spinoff herausgegeben.
Im Jahr 2004 wurden dann alle Spiele der Spielwelt eingestellt und eine neue Spielwelt, ebenfalls mit dem Namen „World of Darkness“ erdacht. Für diese neue Spielwelt erschien im Februar 2005 das Spiel „Werwolf: Paria“ (englisch „Werewolf: The Forsaken“) für die neue Welt der Dunkelheit. Dieses unterscheidet sich zwar in vielerlei Hinsicht von „Werewolf: The Apocalypse“, kann jedoch auf Grund inhaltlicher Parallelen als dessen Nachfolger angesehen werden.
Mit dem Ende der Spielwelt fand auch ein Ausverkauf der Lagerbestände des Verlages statt. Etwa zur selben Zeit wurde das Grundbuch von „Werewolf: The Apocalypse“, neben anderen Titeln, von White Wolf über den Dienstanbieter DriveThruRPG als PDF-Datei zum Kauf-Download angeboten. Es sind alle Titel von „Werewolf: The Apocalypse“ im Angebot enthalten. Auch einige der deutschen Übersetzungen werden angeboten.
Seit 2010 bietet DriveThruRPG immer mehr Bücher aus ihrem Sortiment auch als Nachdrucke (Print on Demand) an, darunter auch Bücher zu „Werewolf: The Apocalypse“.
 Derzeit sind 14 Bücher der 2nd Edition und 32 der revised Edition als Print-Versionen im Angebot (Stand: 6. April 2013). Zusätzlich sind Bücher mit Werwolf-Inhalt zu der Mind’s Eye Theatre-Serie und Rage wieder verfügbar (Stand 15. April 2013).
Im Jahr 2011 wurde für das World of Darkness-Spiel „Vampire: The Masquerade“ eine Sonderausgabe zum 20. Jubiläum des Erscheinens veröffentlicht und gleichzeitig wurde für Werewolf: The Apocalypse eine entsprechende Jubiläumssonderausgabe für das Jahr 2012 angekündigt.
Auf der GenCon im August 2012 wurde auch bekannt, dass Onyx Path Publishing als Lizenznehmer neue Produkte zu Spielen der ersten „World of Darkness“ veröffentlichen würde. Im April 2012 erschien mit dem Werewolf Translation Guide die erste Spielhilfe mit dem 'Onyx Path Publishing'-Logo. Die Spielhilfe versucht Inhalte aus Werewolf: The Apocalypse und Werewolf: The Forsaken in das jeweils andere Spiel zu überführen.
Am 6. März 2013 wurde die Jubiläumsausgabe zu „Werewolf: The Apocalypse“ (W20) als PDF exklusiv an die Personen verteilt, welche die Erstellung einer Deluxe-Ausgabe über die Crowdfunding-Plattform Kickstarter mitfinanziert hatten. Das Buch ist auch als Print-on-Demand-Version erhältlich, genauso wie zwei neue Zusatzbücher und eine Kurzgeschichtensammlung (Stand: 12. Februar 2014).
Weitere Bücher zu „Werewolf: The Apocalypse“ sind angekündigt und in der Entstehung. Mit der Ankündigung einer fünften Edition von „Vampire: The Masquerade“ wurde auch implizit eine Überarbeitung aller anderen Titel der World of Darkness-Spielreihe in Aussicht gestellt und klargestellt, dass die „revised Edition“ und die „20th Anniversary Edition“ für den neuen Eigentümer des Franchise einer dritten bzw. vierten Edition gleichkommt.

## Spielinhalt
In „Werwolf: Die Apokalypse“ schlüpfen die Spieler jeweils in die Rolle eines Werwolfes und bestreiten als Rudel – Seite an Seite – Aufgaben, die sich ihnen stellen. Dabei stellt die Spielwelt, in der die Werwölfe leben bereits das Hauptthema des Spiels. Diese Spielwelt – die „Welt der Dunkelheit“ – ist ein dunkles Spiegelbild unserer eigenen Welt, voller Korruption, Apathie, Gewalt und Hoffnungslosigkeit. Für die Stimmung der Spielwelt wird in Beschreibungen der Welt der Ausdruck „Gothik-Punk“ verwendet.
In dieser Welt existieren eine Vielzahl übernatürlicher Phänomene und Wesen, die aus den unterschiedlichsten Gründen vor den Augen der Menschheit verborgen bleiben bzw. bleiben wollen. Zu diesen übernatürlichen Wesen gehören auch die Werwölfe, die sich selbst als „Garou“ bezeichnen. Unter den vielen anderen übernatürlichen Phänomenen und Wesen sind auch viele, die der Welt oder ihren Bewohnern schaden, sie aus Hass, Gier oder Wahnsinn heraus ausnutzen, versklaven oder töten. Diese Wesen, gepaart mit den Möglichkeiten einer modernen Welt, drohen mehr denn je das natürliche Gleichgewicht auf Erden endgültig und damit die Welt zu zerstören. Die Garou versuchen diese Entwicklung zu bekämpfen, um die Welt zu erhalten bzw. eine natürliche Ordnung und Balance aufrechtzuerhalten.
Dabei entsprechen die Garou allerdings kaum dem Klischee eines Werwolfs, wie man ihn aus Erzählungen oder Hollywood-Filmen kennt. Zwar sind die Garou halb Mensch und halb Tier, wie man es auch in anderen Medien darstellt, doch sie Verfügen neben tier-artigen Instinkten auch über menschlichen Verstand und zumeist eine noble Gesinnung, sowie eine sehr spirituelle und animistische Weltanschauung. In ihrem Weltbild muss die Erdmutter „Gaia“ beschützt werden, indem man das Gleichgewicht zwischen drei Aspekten der Welt erhält bzw. wieder herstellt. Diese Aspekte sind die Repräsentation Chaos, Erschaffen, Kreativität – das „Wyld“ – die Repräsentation von Ordnung und Stabilität – der „Weber“ bzw. die „Weberin“ (engl. geschlechtsneutral Weaver) – und die Repräsentation von Tod, Ende, Vergessen, Korruption, Krankheit und Gift – „der Wyrm“. Mit Zähnen, Klauen und mystischen Kräften gewappnet, die ihnen die Geister der Natur zuteilwerden lassen, stürzen sich die Garou schon seit Jahrtausenden in den Kampf gegen die Günstlinge des Wyrm um ein Kippen des Gleichgewichtes in seine Richtung zu verhindern und dadurch den Fortbestand der Welt zu sichern.
Trotz des konfliktorientierten Grundthemas des Spiels, lassen sich jedoch auch viele andere Aspekte in Geschichten im Werwolf-Hintergrund abbilden. Detektivgeschichten sind einfach zu realisieren, da sich auch die Übeltäter unter den anderen Übernatürlichen im Verborgenen halten. Abenteuer- und Schatzsuchergeschichten nach dem Vorbild von Indiana Jones sind ebenfalls als Suche nach magischen Gegenständen oder Wissen zu realisieren. Auch klassische Aufgaben aus dem Fantasy- oder Militärgenre wie Eskortieren oder Stellung halten, sind im Werwolf Hintergrund ohne weiteres möglich. Böse Geister und Monster können mit ihren Fähigkeiten auch einfach Szenarien aus dem Horrorgenre bereitstellen. Aber es müssen nicht alle Geschichten böse-gesinnte Monster als Hintermänner haben – eine Geschichte um den Bau einer Kindertagesstätte, für die man ein Waldstück in dem seltene Tiere leben abholzen müsste, könnte Thema einer Geschichte sein. Generell ist das Spiel, wie die meisten Spiele der „Welt der Dunkelheit“-Spielreihe, dazu geeignet die Spielercharakter in ein moralisches Dilemma zu bringen und dieses als Spielelement zu nutzen.
Über tatsächliche Aufgaben, denen das Rudel aus Spielercharakteren nachgeht, kann man das soziale Geflecht der Werwolf-Gesellschaft als Quelle für Handlungen heranziehen. Hier bieten sich u. a. „verbotene Liebe“, „Rassismus“, „politische Intrige“ und „Verrat“ als Spielthemen an, womit auch Drama oder Thriller als Genre bedient werden kann. Darüber hinaus stellt die Geisterwelt, die Umbra, auch einen Hintergrund für phantastischere Spielelemente bereit und kann Schauplatz für alle Möglichen Handlungen in Genres sein, die von Horror über Fantasy bis Komödie reichen.
Zusätzlich werden Ideen für die Spielwelt in anderen Epochen präsentiert. Das „Wilder Westen“-Szenario wurde 1997 unter dem Titel Werewolf: The Wild West als eigene Spielserie ausgekoppelt. Mittelalterliche Szenarien wurden 1999 bzw. 2003 in den Büchern Werewolf: The Dark Ages bzw. Dark Ages: Werewolf präsentiert. Das Zusatzbuch Croatan Song beschreibt Nordamerika vor und zu Beginn der Besiedlung durch Europäer. Das Storyteller’s Handbook gibt Ideen für weitere Szenarien, wie die Prähistorie oder die Renaissance.

## System
Das Spiel nutzt die Regelmechanik der übergreifenden Spielwelt Welt der Dunkelheit.

Die Charaktererschaffung geschieht durch das Verteilen von Charakterbaupunkten. Diese setzen auf Grundwerte auf, die sich aus der Wahl der Charakteroptionen (Brut, Stamm, Vorzeichen; siehe unten) ergeben.

Während des Spiels werden Würfel benutzt um über Erfolg und Misserfolg der Handlungen der Charaktere zu bestimmen. Dabei erlauben es höhere Werte mehr Würfel zu nutzen. Es kommen nur 10-seitige Würfel (d10) zum Einsatz, die einen Mindestwert zeigen müssen, der von der Schwierigkeit der Handlung abhängig ist. Je höher Anzahl der Würfel die diesen Mindestwert zeigen, umso besser hat die gewünschte Handlung geklappt.

### Charakterentwicklung
Die Charakterentwicklung geschieht auf zwei Wegen: über Erfahrungspunkte und Rufpunkte.

Charaktere erhalten während des Spiels, meist am Ende einer Geschichte, Erfahrungspunkte die über ein Erfahrungspunkte-Kaufsystem dazu verwendet werden können Werte anzuheben. Dabei können die meisten Werte bis zum jeweiligen Maximum frei gesteigert werden. Die Erfahrungspunktekosten steigen mit der Höhe des gewünschten Wertes an.

Zum Erhalt des Spielgleichgewichts, gibt es jedoch in einigen Fällen Einschränkungen:
- Einige Werte lassen sich nicht durch Erfahrungspunkte steigern, sondern sind unveränderbar oder ändern sich mit dem Spielverlauf (z. B. kann sich die Anzahl der Verbündeten des Charakters, repräsentiert durch den Hintergrund-Wert „Verbündete“, ändern wenn Verbündete des Charakters sterben oder sich gegen ihn wenden, oder wenn er im Handlungsverlauf des Spiels weitere Verbündete gewinnt).
- Zum Erlernen magischer Fähigkeiten (sogenannte Gaben) müssen nicht nur Erfahrungspunkte aufgewendet werden, sondern der Charakter muss auch einen Lehrer finden und einen gewissen Rang erreicht haben, wozu er entsprechende Rufpunkte als Voraussetzung braucht. Die Erfahrungspunktekosten von Gaben richten sich nach der Mächtigkeit der Gabe und der Vertrautheit die ein Charakter durch seine Charakteroptionen (Brut, Stamm, Vorzeichen; siehe unten) mit der jeweiligen Gabe hat. Generell kann ein Charakter aber alle Gaben lernen, für die er den nötigen Rang erreicht hat.
- Riten (Rituale und Zeremonien) ist eine Stufe zugeordnet, es ist nötig, dass der Charakter die „Rituale“-Kenntnis mit Erfahrungspunkten mindestens auf die Stufe eines Ritus gesteigert hat, bevor er ihn lernen kann. Um einen speziellen Ritus zu erlernen, muss der Charakter jedoch keine Erfahrungspunkte ausgeben, sondern nur einen Lehrer finden und Zeit aufwenden. Oft muss ein Garou dem Lehrer erst beweisen, dass er würdig ist, das Ritual zu lernen, doch dafür gibt es keine festen Regeln.

Neben den Erfahrungspunkten erhält ein Charakter am Ende von Spielsitzungen oder Geschichten auch Rufpunkte, abhängig davon was der Charakter während der Spielsitzung getan hat. Negative Taten können auch Abzüge von Rufpunkten nach sich ziehen. Eine bestimmte Menge an Rufpunkten sind nötig damit der Charakter den nächsten Rang erreichen kann.

## Hintergründe zu Werwölfen

### Entstehung der Werwölfe
Die den Werwölfen zu eigene Religion beschreibt, dass die Werwölfe erschaffen wurden, um die Welt zu verteidigen und zu beschützen. Je nach Quelle sind der göttliche Aspekt der Welt (Gaia) oder deren Schwester, der göttliche Aspekt des Mondes (Luna), für die Erschaffung der Werwölfe verantwortlich.
Die Garou werden als Werwölfe geboren und nicht etwa, wie in Werwolf-Legenden durch einen Biss eines anderen Werwolfs zu einem Werwolf. Kinder zweier Werwölfe sind immer auch ein Werwolf, sind jedoch auch immer steril. Solche Kinder nennt man Metis (siehe Bruten). Die Paarung zweier Werwölfe ist allerdings verboten (siehe Litanei). Aus diesem Grund paaren sich Werwölfe mit Menschen oder Wölfen. Einige der so gezeugten Kinder sind ebenfalls Werwölfe, die Mehrzahl jedoch sind normale Menschen bzw. normale Wölfe, die sogenannten Blutgeschwister. Es ist in der Spielwelt nicht klar, ob sich dieser Umstand wissenschaftlich, also durch Genetik, erklären lässt oder ob er magischer Natur ist.

Für den überwiegenden Teil ihrer Jugend sind Werwolfkinder nicht in der Lage ihre Form zu wechseln. Menschgeborene Werwölfe (siehe Bruten) sind also während ihrer Kindheit dauerhaft Menschen. Erst mit einem Ereignis, das als Die erste Verwandlung bekannt ist, erlangen sie die Möglichkeit ihr Werwolf-Erbe anzutreten. Die erste Verwandlung deutet sich ggf. durch Träume oder Stimmungsschwankungen an, ist aber dennoch zumeist unbewusst und plötzlich. Für einige Werwölfe ist der Tag, an dem sie diese erste Verwandlung erfahren wie ein Geburtstag, der Beginn eines neuen Lebens. Bei den Bruten ist vermerkt, in welchem Alter diese Verwandlung gewöhnlich auftritt.

### Formwandeln
Nach der „Ersten Verwandlung“ (siehe oben) erlangen die Werwölfe die Fähigkeit die Form ihres Körpers zu verändern. Anders als in einigen Legenden oder Hollywood-Filmen ist ihre Verwandlung nicht durch den Vollmond bedingt, sondern geschieht zumeist willentlich und nach Belieben. Bestimmte äußere Einflüsse, vor allem der Zustand der Raserei, können eine Verwandlung auch erzwingen.

Es gibt 5 als Gestalten bezeichnete Formen, der der Körper eines Werwolfs annehmen kann: Menschling, Glabro, Crinos, Hispo und Lupus.
- Menschling ist die menschliche Gestalt, in der ein Garou sich physisch nicht von „gewöhnlichen“ Menschen unterscheidet.
- Lupus auf der anderen Seite bezeichnet die Wolfsform, in der ein Garou in der Regel wie ein gewöhnlicher Wolf erscheint.
- Als Glabro und Hispo werden die menschen- bzw. wolfsähnlichen Zwischengestalten bezeichnet, die ein Werwolf annehmen kann. Die Glabro-Gestalt kommt dabei der des Urzeitmenschen, die Hispo-Gestalt der des Urzeitwolfes nah.
- Crinos schließlich bezeichnet die monströse Kriegsgestalt in der ein Werwolf zu einer oft über drei Meter großen, bis zu einer halben Tonne schweren Bestie wächst, die mit Klauen und Fängen ein Wesen von unvorstellbarer Macht verkörpert. Sieht ein Mensch einen Werwolf in der Crinos-Gestalt, verfällt er in ein Delirium, welches panische Flucht, Apathie oder rasende Wut hervorruft. Dies hängt von der Willensstärke des beobachtenden Menschen ab.

Jede der 5 Gestalten ist dabei für den Werwolf spezifisch, das heißt, er kann seinen Körper durch Formwandeln nicht so verändern, dass er wie ein anderer Mensch oder Werwolf aussieht (er kann aber ggf. eine magische Fähigkeit erlernen, die dies ermöglicht).

### Bruten
Menschling, Lupus, und Metis sind die drei Bruten der Garou. Garou können sich in ihrer Menschgestalt mit Menschen paaren und Kinder zeugen, in ihrer Wolfsgestalt (Lupus) sind sie entsprechend in der Lage mit Wölfen Kinder zu zeugen. In beiden Fällen besteht eine gewisse Chance, dass das Kind ebenfalls Garou ist. Als Brut wird die Form bezeichnet, in der das Kind geboren wird. Frühe Editionen des Spiels machen die Brut an der Form fest, in der das Kind gezeugt wurde, die letzte Edition gibt an, dass die Brut von der Mutter übernommen wird.
- Als Menschlinge werden die Garou bezeichnet, welche als Menschenbabys geboren wurden. Sie stellen den größten Anteil unter den Garou. Sie wachsen gewöhnlich in ihren ersten Lebensjahren wie Menschen auf und kennen sich daher gut mit den Werkzeugen der Menschen aus. Die erste Verwandlung setzt gewöhnlich im Alter von 10 bis 16 Jahren ein.[16]
- Die Lupi sind die Garou, welche als Wolfswelpen geboren wurden. Sie erleben ihre ersten Lebensjahre als Wölfe und haben daher oft einen ausgeprägten Instinkt, der unter Menschen teilweise hinderlich ist. Die erste Verwandlung setzt gewöhnlich im Alter von 1 bis 2 Jahren ein[16].
- Ein Metis ist das Kind zweier Garou. Metis werden bereits in der Crinos Gestalt (s. o.) ausgetragen und geboren wird. Da dies Inzucht gleichkommt, werden die Metis in der Garou-Gesellschaft schlecht angesehen. Früher war es sogar bei einigen Stämmen üblich, Metis bei ihrer Geburt zu erschlagen. Metis sind außerdem immer auf irgendeine Art körperlich benachteiligt (behindert). Die erste Verwandlung setzt entweder früh ein (wenn Menschenbabys laufen lernen würden) oder erst mit dem Beginn der Pubertät.[18]

Die Brut eines Garou ist eine der drei Charakteroptionen, die bei der Charaktererschaffung für einen Werwolf-Spielcharakter maßgeblich sind. Die Charakteroption bestimmt eine Mindesthöhe in dem Charakterwert Gnosis bei Charaktererschaffung und bestimmt pro Rang eine Liste von Gaben, die der Charakter für einen reduzierte Summe an Erfahrungspunkten erlernen kann. Lupusgeborene müssen außerdem einige Einschränkungen bei der Wahl ihrer Fähigkeiten (Kenntnisse) hinnehmen.
Auch wenn Lupi und Metis eigentlich jünger sind bzw. sein können, so haben sie mit dem Zeitpunkt der ersten Verwandlung dennoch einen Intellekt, der für einen Teenager normal wäre.

### Vorzeichen
Die Vorzeichen bezeichnen die Mondphase unter dem der Garou geboren ist. Das Vorzeichen legt eine bestimmte Aufgabe oder Bestimmung fest, die von den jeweiligen Garou in ihrem Rudel oder in der Gesellschaft als ganzes, erwartet wird.
- Ragabash (Trickser): Neumond. Das englische 'Trickster' lässt sich auch als Gauner, Schlawiner, Schwindler oder Trickbetrüger übersetzen.
 Ihre Aufgaben umfassen unter anderem in schwierigen Situationen für Comic Relief zu sorgen.[19] Darüber hinaus treten sie gewöhnlich als advocatus diaboli auf, wenn Entscheidungen getroffen werden müssen[19]. Oft argumentieren sie deshalb gegen bestehende Traditionen. Seine magischen Fähigkeiten lassen ihm jedoch auch Aufgaben als Aufklärer oder Spion zuteilwerden[19].
- Theurge (Seher/Schamane): Viertelmond (Sichelmond)
Das Wort leitet sich von Theurgie ab. Die Aufgaben der Sichelmonde sind vor allem die Pflege der Beziehung zu den Geistern[20], die Interpretation von Visionen und Zeichen[20], sowie die Kenntnis und Durchführung von Riten zum Wohle des Rudels[20] (oder der Gemeinschaft als solches).
- Philodox (Vermittler): Halbmond
Die Philodox nehmen in der Gesellschaft oder im Rudel oft die Position des Anführer ein[21], was mit dem Wesen einhergeht das ein Philodox gewöhnlich an den Tag legt. So können sie fast nicht anders, als bei einem Streit zu vermitteln[21] und haben gewöhnlich einen inneren Drang jeden nach seinen Taten fair zu beurteilen[21]. Darüber hinaus wird von ihnen erwartet, dass sie die Gesetze der Garougesellschaft kennen und aktiv für deren Einhaltung einstehen[21].
- Galliard (Barde): Dreiviertelmond
Die Aufgaben des Galliarden belaufen sich darauf, die Geschichte der Garou zu kennen und das Rudel darüber zu informieren, damit sie nicht die Fehler anderer aus der Vergangenheit wiederholen.[22] Darüber hinaus ist er es, der die Taten des eigenen Rudels im Auge behält und sie bei Versammlungen und Zusammenkünften mit anderen Garou vorträgt, auf dass die Rudelmitglieder den Ruf erhalten, der ihnen zusteht[22].
- Ahroun (Kämpfer): Vollmond
Die Aufgabe des Ahroun ist einfach – er muss körperlich dazu in der Lage sein die schwächeren seiner Rudelkameraden zu verteidigen[23] und er muss für jede Situation die richtige Taktik parat haben[23]. Oft übernehmen Ahroun die Führung, wenn es zu einem Kampf kommt.

Das Vorzeichen eines Garou ist eine der drei Charakteroptionen, die bei der Charaktererschaffung für einen Werwolf-Spielcharakter maßgeblich sind. Die Charakteroption bestimmt eine Mindesthöhe in dem Charakterwert Zorn bei Charaktererschaffung und bestimmt pro Rang eine Liste von Gaben, die der Charakter für einen reduzierte Summe an Erfahrungspunkten erlernen kann.

### Stämme
In der Welt von Werwolf sind die Garou in Stämme unterteilt. Jeder Stamm hat eine eigene Kultur, eigene Mythen und Legenden, auch wenn die Schnittmengen zwischen den Stämmen sehr groß sind. Jeder Werwolf wird durch einen Initiationsritus (siehe Ränge) von einem Stamm aufgenommen. Meist ist dies der Stamm des Elternteiles, das Werwolf ist, doch es gibt seltene Ausnahmen.

Die Gesamtkultur der Werwolfstämme, die sich durch die Anerkennung der Litanei als Gesetzeskodex und der Ränge als Standessystem, bildet, nennt man die Garou Nation. Sie umfasst zwölf Werwolfstämme, die im Folgenden kurz vorgestellt werden.
- Fianna: Garou mit keltischem Erbe, deren Wurzeln in Westeuropa und den Britischen Inseln, hier vor allem Irland, liegen. Sie sind eng mit den Feen (und deren neuzeitlicher Form als Wechselbälger) verbunden. Sie gelten als sehr emotional. Ihr Stammestotem ist Hirsch.
- Glaswandler: Garou dieses Stammes leben als „Wölfe im Schafspelz“ in den Städten der zivilisierten Welt. Sie sind besonders mit der Weberin verbunden und haben starkes Interesse an technologischem Fortschritt. Als dieser Stamm entstand (Mittelalter und davor) wurde er noch als „Hüter der Menschen“ (Warder of Apes) bzw. weniger freundlich „Hüter der Affen“ bezeichnet. In der Ära des wilden Westens, war der Stamm sehr stark mit dem Fortschritt durch die Dampfmaschine (speziell die Eisenbahn) verbunden. In dieser Zeit nutzten die Werwölfe dieses Stammes den Namen „Eisenreiter“ (Iron Riders). Ihr Stammestotem ist Kakerlake.
- Kinder Gaias: Dieser Stamm beschäftigt sich zu großen Teilen mit ethischem Handeln. Als „Friedensstifter“ unter den Garou versuchen sie, die anderen zur Zusammenarbeit zu bewegen. Ihr Stammestotem ist Einhorn.
- Knochenbeißer: Garou der Knochenbeißer werden von vielen anderen Stämmen als Bodensatz der Garougesellschaft angesehen. Historisch entstand der Stamm aus den ausgestoßenen schwachen und dünnblütigen Werwölfen. Da sie in den klassischen Werwolf-Territorien nicht geduldet wurden, bildete sich ihre Kultur vorwiegend in den Städten der Menschen. Doch auch dort, wurde ihnen (von den anderen Werwölfen) meist nur gestattet, sich mit schlechter gestellten (Armen, Obdachlosen etc.) zu paaren. Ihr Stammestotem ist Ratte.
- Nachfahren des Fenris: Dieser Stamm der Garou mit nordeuropäischem Hintergrund, steht in der Tradition der Wikinger und Nordmänner. Sie schätzen Stärke (vor allem körperliche) als hohes Gut und zeichnen sich vor allem durch ihre Intoleranz gegenüber Schwäche aus. Sie betrachten viele andere Garou als schwach. Ihr Stammestotem ist Fenris.
- Rote Klauen: Diese Garou bestehen nur aus Lupi (siehe Bruten) und leben in den tiefen, unberührten Wildnissen. Ihr Stammestotem ist Greif.
- Schattenlords: Dieser vorwiegend osteuropäische Stamm legt viel Wert auf Hierarchie und hat einen fragwürdigen Ruf, da sie die Meinung vertreten, der Zweck heilige die Mittel. Ihr Stammestotem ist Großvater Donner.
- Schwarze Furien: Dieser Stamm nimmt nur Frauen auf. Sie vertreten Aspekte wie Weiblichkeit, Mutterschaft und Ursprünglichkeit. Der Stamm ist an Amazonenlegenden angelehnt. Die Heimat des Stammes liegt in Griechenland. Ihr Stammestotem ist Pegasus.
- Silberfänge: Die Anführer aller Garoustämme sind die Silberfänge, die das Recht zur Führung darauf zurückführen, die Nachfahren des ersten Wolfes zu sein. Der Stamm hegt eine Vorliebe für reinrassige Garou. Als ihre bevorzugten Partner, haben die Silberfänge die Anführer der Menschen (Helden, Stammesführer, später Adel) erwählt und anderen Stämmen verboten, sich mit diesen zu paaren. Über die Jahrtausende ist ihre Führungsrolle jedoch z. T. verloren gegangen. Ihr Stammestotem ist Falke.
- Stille Wanderer: Die Nomaden der Garou. Durch einen Fluch wurden sie aus ihrer Heimat in Ägypten vertrieben und verloren den Kontakt zu ihren Ahnengeistern. Ihr Aussehen in der Crinosform ist mit Anubis zu vergleichen. Ihr Stammestotem ist Eule.
- Uktena: Mystische Garou, die sich mit dem Studium des Wyrm befassen, früher setzten sie sich fast ausschließlich aus nordamerikanischen Indianern zusammen. Ihr Stammestotem ist Uktena.
- Wendigo: Garou, die im hohen Norden des amerikanischen Kontinents leben und sich vom Rest der Garounation abgeschottet haben um ihre Kultur rein zu halten. Ihre menschlichen Blutsverwandten sind ausschließlich indianischer Abstammung. Lediglich mit den Uktena verbindet sie eine tiefe Bruderschaft, da deren Stamm ebenfalls indianische Kultur pflegt und beide Stämme gleichermaßen unter der Besiedelung Amerikas durch Europäer gelitten haben. Ihr Stammestotem ist Wendigo.

Des Weiteren gibt es folgende Stämme, die nicht zur Garou Nation gehören:
- Sternenträumer: Dieser Stamm hat seinen Ursprung in Tibet. Im Jahr 2000 (mit der „revised Edition“) beenden die Sterenträumer ihre Zusammenarbeit mit den anderen Stämmen der Garou Nation und schließen sich den „Tierhöfen“ an. Sie gelten als die weisesten aller Garou. Ihr Stammestotem ist Schimäre.
- Tänzer der Schwarzen Spirale: Der Stamm der gefallenen Garou. Der Stamm nimmt aktiv alle Garou auf, die vom rechten Weg abkommen und bereit sind dem Wyrm zu dienen. Ursprünglich entstand der Stamm (um 200 n. Chr.) als die als Weißen Heuler (s. dort) bekannten Garou vom Wyrm verdorben wurden. Die Tänzer stellen eine absolute Perversion, ein verzerrtes Spiegelbild, der gaiatreuen Garou dar. Ihre Stammesheimat lag bis zu ihrem Fall in Schottland, heute sind sie quasi in der gesamten westlichen Welt anzutreffen und heimisch. Ihr Stammestotem ist die Schwarzkehl-Nachtschwalbe (Whip-poor-whill). Sie sind einer der Hauptantagonisten des Spiels.
- Hauttänzer: Einst abtrünnige Blutsgeschwister, welche mittels eines Rituals, zu echten Garou wurden. Die Existenz der Hauttänzer ist wenigen bekannt und ihre Anzahl ist gering. Anders als die anderen Stämme, haben sie auch keine über Jahrtausende gewachsene Kultur. Daher ist nicht klar, ob man sie als Stamm in dem Sinne bezeichnen kann.
- Hakken: Eine Abspaltung der Schattenlords, die einem dem Bushido ähnlichen Ehrenkodex folgen. Sie gehören zu den „Tierhöfen“ und besiedeln Japan. Ihr Stammestotem ist ebenfalls Großvater Donner.
- Siberakh: Eine von den Silberfängen nicht anerkannten Abspaltung, die in Sibirien lebt. Sie sind Isolationisten.
- Boli Zuhisze: Ein den Glaswandlern entstammender Familienclan der sich in Hong Kong entwickelt hat.
- Kucha Ekundu: Diese Gruppe entstand, als Rote Klauen damit begannen afrikanische Jagdhunde als Blutgeschwister zur Paarung zu betrachten. Sie weisen Charakteristiken einer eigenen Wandlerspezies auf (eigene Modifikatoren für die Lupusform), werden aber vom Stammesbuch Red Talons revised dem Stamm der Roten Klauen zugeschlagen.

Über die Jahrtausende, sind die folgenden Stämme ausgerottet worden:
- Bunjip: Australischer Stamm. Durch eine List wurden die anderen Stämme dazu gebracht diesen Stamm auszurotten. Während der Zeit des Wilden Westens (im historischen Werwolf-Setting „Werewolf:Wild West“) kann dieser Stamm gespielt werden. Ihr Stammestotem war die Regenbogenschlange.
- Croataner: Amerikanischer Stamm mit indianischer Kultur. Alle Mitglieder des Stammes opferten sich (zur Zeit des Wilden Westens) in einem Ritual selbst, um die drohende Vernichtung der Welt weiter aufzuschieben. Ihr Stammestotem war Schildkröte.
- Weiße Heuler: Schottischer Stamm, deren menschliche Blutsverwandte unter den Pikten zu finden waren. Fast alle Mitglieder verfielen dem Wyrm, als sie einen vom Wyrm verseuchten Ort angriffen. Als Tänzer der Schwarzen Spirale bekehrten sie die verbleibenden Weißen Heuler zum Wyrm oder töteten sie. Ihr Stammestotem war Löwe.

Wie erwähnt, wird eigentlich jeder junge Werwolf ausgebildet und dann durch einen Initiationsritus in einen der Stämme aufgenommen. Dennoch kommt es vor, dass ein Garou wegen Verbrechen von seinem Stamm verbannt wird oder sich aus dem Werwolf-Leben ganz zurückziehen will. In diesen Fällen kommt es vor, dass die Stammeszugehörigkeit durch andere Riten beendet wird. Solche Garou nennt man Ronin. Sie werden von den anderen Garou nicht geduldet und haben keinen Platz unter ihnen. Da es Ronin gewöhnlich schwerfällt ein spirituell ausgewogenes Leben zu führen, erliegen sie meist den Einflüsterungen des Wyrm.

Die Charaktererschaffung geht davon aus, dass ein Spielercharakter den Initiationsritus für einen Stamm gerade bestanden hat und damit eine Stammeszugehörigkeit feststeht. Entsprechend ist der Stamm eines Garou eine der drei Charakteroptionen, die bei der Charaktererschaffung für einen Werwolf-Spielcharakter maßgeblich sind.
Es gibt eine optionale Regel das jeder Stamm eine gewisse Schwäche (engl. tribal weakness) als Charaktermerkmal mit sich bringt. Im Falle der Silberfänge ist dies z. B. dass jeder Charakter eine Geistesstörung hat, wobei deren Ausprägung und Schweregrad variabel ist. Innerhalb der Spielwelt erklären sich andere Garou diese Geistesstörungen als Folge von systematisch inzestuösem Paarungsverhalten, während einige eingeweihte Silberfänge wissen, dass ein Fluch auf dem Stamm lastet.
In der Beschreibung der Hintergrundwelt sind die Stammesschwächen oft so stark integriert, dass sie als Teil des Spiels zu betrachten sind, selbst wenn man sie als Regelmechanik nicht nutzt. So ist z. B. das z. T. gestörte Verhalten vieler Silberfänge unter allen Garou bekannt und prägt das Verhalten anderer gegenüber Mitgliedern dieses Stammes, selbst wenn man sich entscheidet, dass im eigenen Spiel ein Silberfang-Charakter keine Geistesstörung auswählen braucht. Genauso wird von allen anderen Garou auf Knochenbeißer herabgesehen, unabhängig davon ob man deren Stammesschwäche (Erschwernisse beim Würfeln auf soziale Interaktionen mit anderen Garou) umsetzt oder nicht.
Der Stamm eines Garou ist eine der drei Charakteroptionen, die bei der Charaktererschaffung für einen Werwolf-Spielcharakter maßgeblich sind. Die Charakteroption bestimmt eine Mindesthöhe in dem Charakterwert Willenskraft bei Charaktererschaffung und bestimmt pro Rang eine Liste von Gaben, die der Charakter für einen reduzierte Summe an Erfahrungspunkten erlernen kann.

### Ränge und Ruf
| Credo des Ruhm |
| --- |
| Ich werde tapfer sein. Ich werde verlässlich sein. Ich werde großzügig sein. Ich werde die Schwachen schützen. Ich werde den Wyrm töten.                           |
| Ehrenkodex |
| Ich werde respektvoll handeln. Ich werde loyal sein. Ich werde gerecht sein. Ich werde zu meinem Wort stehen. Ich werde alle offenen… …Herausforderungen annehmen. |
| Credo der Weisheit |
| Ich werde ruhig sein. Ich werde klug sein. Ich werde maßvoll sein. Ich werde gnädig sein. Ich werde denken ehe ich handle und ich werde zuhören ehe ich denke.     |

Der Ruf den ein Garou in seiner Gesellschaft hat, wird in der Spielmechanik durch drei Werte repräsentiert: Ruhm, Ehre und Weisheit. Der Spielleiter bewertet die Handlungen der Charaktere während des Spiels und vergibt in den drei Kategorien weiter Punkte oder zieht Punkte ab, wenn die Handlungen eines Charakters nicht den „Tugenden“ entsprechen. Wenn ein Charakter einige Zeit solche flexiblen Rufpunkte angesammelt hat, sollte der Charakter von den anderen Garou der Spielwelt (gewöhnlich NSCs) rituell geehrt werden. In der Regelmechanik werden dann 10 der flexiblen Punkte zu einem dauerhaften Punkt umgewandelt. Ein Charakter muss eine bestimmte Menge an solchen dauerhaften Punkten sammeln, ehe er von einem Garou der einen höheren Rang als er selbst begleitet fordern kann, in den nächsthöheren Rang aufzusteigen. Dies erfordert eine rituelle Prüfung.
 Welche Menge an dauerhaften Rufpunkten ein Charakter in einer bestimmten Tugend, für einen bestimmten Rang benötigt ist abhängig vom Vorzeichen. Ahroun (siehe Beispiel in der Tabelle) benötigen z. B. für einen Rangaufstieg gewöhnlich mehr dauerhafte Ruhm- und Ehrenpunkte, als Weisheitspunkte, während ein Philodox mehr dauerhafte Ehre- und Weisheitspunkte benötigt.
Die Ränge, die man im Spiel erreichen kann, sind:

| # | Name des Rangs (deutsch) | Name des Rangs (englisch) | Bemerkungen | Rufpunkte am Beispiel 'Ahroun' (W20) | Rufpunkte am Beispiel 'Ahroun' (W20) | Rufpunkte am Beispiel 'Ahroun' (W20) |
| # | Name des Rangs (deutsch) | Name des Rangs (englisch) | Bemerkungen | Ruhm | Ehre | Weisheit |
| - | ------------------------ | ------------------------- | --- | --- | --- | --- |
| * | Welpe                    | Cub                       | Ein Werwolf in der Ausbildung. Er muss einen Initiationsritus durchlaufen um in den ersten Rang aufsteigen. | - | - | - |
| 1 | Cliath                   | Cliath                    | Spielercharaktere beginnen das Spiel gewöhnlich auf diesem Rang. | 2 | 1 | 0 |
| 2 | Pflegling                | Fostern                   | | 4 | 1 | 1 |
| 3 | Adren                    | Adren                     | | 6 | 3 | 1 |
| 4 | Athro                    | Athro                     | | 9 | 4 | 2 |
| 5 | Ältester                 | Elder                     | Dieser Rang ist normalerweise der höchste zu erreichende Rang. | 10 | 9 | 4 |
| 6 | Legende                  | Legend                    | Dieser Rang ist durch die normale Regelmechanik nicht zu erreichen, sondern stellt eine Ausnahmeerscheinung dar. Es ist vielmehr so, dass ein Garou der so außerordentlich ist, dass selbst die Ältesten ihn als höher stehend betrachten, als lebende Legende angesehen wird. | Dieser Rang ist durch die normale Regelmechanik nicht zu erreichen, sondern stellt eine Ausnahmeerscheinung dar. Es ist vielmehr so, dass ein Garou der so außerordentlich ist, dass selbst die Ältesten ihn als höher stehend betrachten, als lebende Legende angesehen wird. | Dieser Rang ist durch die normale Regelmechanik nicht zu erreichen, sondern stellt eine Ausnahmeerscheinung dar. Es ist vielmehr so, dass ein Garou der so außerordentlich ist, dass selbst die Ältesten ihn als höher stehend betrachten, als lebende Legende angesehen wird. | Dieser Rang ist durch die normale Regelmechanik nicht zu erreichen, sondern stellt eine Ausnahmeerscheinung dar. Es ist vielmehr so, dass ein Garou der so außerordentlich ist, dass selbst die Ältesten ihn als höher stehend betrachten, als lebende Legende angesehen wird. |

### Gaben
Neben den angeborenen Fähigkeiten der Garou, wie der Fähigkeit die Gestalt zu verändern (siehe Formwandeln), Resistenz gegen Krankheiten und einer beschleunigten Wundheilung, sowie der Fähigkeit die Geisterwelt zu betreten, haben Garou auch die Möglichkeit bestimmte Zaubertricks zu erlernen. Gewöhnlich muss ein Geist, seltener ein anderer Garou, einem Garou eine bestimmte sogenannte Gabe zeigen und erklären, ehe der Garou sie einsetzen kann. In der Regelmechanik sind die Gaben auf zwei Arten sortiert. Zum einen nach Stufen: Ein Werwolf muss mindestens den Rang in der Gesellschaft erreicht haben, der der Stufe der Gabe entspricht, um sie lernen zu können. Gaben hoher Stufen sind in der Regel mächtiger als die niedriger Stufen. Zum anderen sind die Gaben nach Neigung der Garou sortiert: Jede Brut, jedes Vorzeichen und jeder Stamm hat eine eigene Liste von Gaben, die ihnen besonders liegen. Diese sind dann im Spiel einfacher zu erlernen und kosten weniger Erfahrungspunkte.

Einige Gaben der Stufe 1 können in seltenen Fällen auch von Blutgeschwistern erlernt werden.

### Litanei
Die Kultur der Garou basiert weitgehend auf der mündlichen Weitergabe von Wissen und historischen Ereignissen. Vor allem Galliarden tragen die Verantwortung dafür, dass die Lehren der Vergangenheit in Sagen und Geschichten verpackt weitergetragen werden, so dass die nächste Generation von diesen lernt. Dieses gilt auch für die Gesetze und Regeln der Gesellschaft. Entsprechend haben sich in unterschiedlichen Regionen, also bei einzelnen Septen bzw. innerhalb der einzelnen Stammeskulturen, leicht abweichende Traditionen und auch Gesetze gebildet. Dem entgegen steht jedoch eine Sammlung von Geschichten, Mythen und Fabeln, die einen Kanon von 13 Leitsätzen untermauern, die für alle gaiatreuen Garou bindend sind und neben dem Rufsystem die Basis für die Zusammenarbeit der Garou einzelner Stämme bildet.

Neben dem kulturellen Stellenwert wird in einigen Quellen auch gesagt, dass diese grundlegenden Gesetze von Gaia (manchmal Luna) selbst den Garou gegeben wurden (in Anlehnung an die 10 Gebote), was ihnen eine religiöse Legitimation verschafft.

Eine andere Quelle besagt dagegen, dass zumindest einer der Grundsätze der Litanei erst im Mittelalter auf Vorschlag der Silberfänge entstand. Bei diesem Grundsatz handelt es sich um den Schleier (engl. The Veil), die Praxis der Werwölfe die breite Masse der Menschen über ihre Existenz im Unklaren zu lassen. Diese ist, nach dieser Quellenangabe, einer Verfolgung der Werwölfe und ihrer Blutsverwandten durch die Inquisition bzw. die Hexenverfolgung geschuldet.

## Hintergründe zur Spielwelt

### Blutgeschwister
Blutgeschwister sind Menschen oder Wölfe die Garou unter ihren Vorfahren haben, aber selbst keine Garou sind. Der alte Name für Blutgeschwister ist Gallain.
Blutgeschwister sind immun gegen das Delirium, haben ansonsten jedoch keine automatischen Fähigkeiten, die andere Menschen (oder Wölfe) nicht auch haben. Innerhalb der Spielwelt der „Welt der Dunkelheit“ bedeutet dies, dass sie auch einfache Magie erlernen und praktizieren können. Außerdem besteht die Möglichkeit, dass sie besondere Vorzüge (engl. Merit) bei der Charaktererschaffung wählen, die Menschen nicht unbedingt zur Verfügung stehen. Einige wenige von ihnen erlernen auch kleine Zaubertricks von Geistern (sog. Gaben).

Aufgrund der Kultur die sie pflegen und ihrer Abstammung werden Blutgeschwister den einzelnen Stämmen zugeordnet. Sie verfügen jedoch über kein Vorzeichen, da ihr Geburtsmond für sie keine gesonderte Bestimmung beinhaltet.

Ein Spiel nur mit Blutgeschwistern als Spielercharakteren wird als ein alternatives Setting in der Werwolfspielwelt vorgeschlagen.

### Delirium
Die Halb-Mensch Halb-Wolf Gestalt eines Werwolf (genannt „Crinos“) führt bei normalen Menschen zu einer Panikreaktion. Diese Panik nennt man Delirium und sie wird in der Spielwelt als ein menschlicher Urinstinkt beschrieben. Die Werwolf-Regeln geben verschiedene Beispiele wie die Panikreaktion eines Menschen aussehen kann. Diese umfassen Apathie und Aggressivität, doch die häufigste Reaktion ist die Flucht. Bei den meisten Menschen geht diese Panikreaktion auch mit einem Gedächtnisverlust einher, so dass sie sich im Anschluss an die Begegnung mit einem Werwolf nicht mehr so recht an die Ereignisse erinnern können. Fotos, Videos oder Spuren eines Werwolfs (z. B. Zerstörung die er angerichtet hat) lösen kein Delirium bei Menschen aus, aber der Mensch wird was er sieht durch andere Einflüsse zu erklären versuchen (z. B. Autounfall, Kampfhunde, ein Publicity-Stunt etc.). Dieses Vergessen bzw. Rationalisieren der Existenz eines Werwolfs nennt man auch den Schleier. Dieser Name wurde auch für die Praxis der Werwölfe, sich vor der Öffentlichkeit zu verstecken, übernommen (siehe Litanei).

### Gaia
Innerhalb der animistischen Weltvorstellung der Werwölfe bezeichnet „Gaia“ nicht nur das spirituelle Wesen der Welt (also des Planeten Erde), sondern auch das Universum als solches. Gaia ist für die Werwölfe durch eine allumfassende Liebe für die gesamte Schöpfung, sowie ungebundene Akzeptanz und Respekt ständig präsent. Als Wesen tritt sie jedoch gewöhnlich nicht in Erscheinung und es gibt Legenden nach denen Gaia schläft (nach den Strapazen der Schöpfung) oder geschwächt ist (durch die vom Wyrm voran getriebene Erkrankung).

Einige Werwölfe postulieren, dass Gaia lediglich die Essenz der Erde oder des Sonnensystems ausmacht, was z. T. gestützt wird, da die anderen Planeten des Sonnensystems genauso wie die Sonne und der Mond eigene personifizierte Essenzen aufweisen. Sie sehen daher die Triade als universelle, übergeordnete Kräfte an und vermuten andere Gaias in den Weiten des Weltalls.

### Geisterwelt
Die Spielwelt Welt der Dunkelheit kennt neben der stofflichen Welt noch einige weitere Existenzebenen. Diese werden als Umbrae (Singular: Umbra, lat. für Schatten) bezeichnet und stellen quasi eigene Dimensionen dar, die an die stoffliche Welt angrenzen, mit ihr überlappen und von ihr wegführen.

Dabei unterscheidet man grob vier Arten von Umbra, die jeweils über „Bezirke“ verfügen, die nahe an der stofflichen Welt sind und solche, die weiter von ihr entfernt sind. Die Werwölfe besitzen die Fähigkeit in eine dieser Umbrae hineinzutreten, sobald ihnen die „erste Verwandlung“ widerfahren ist. Zu den anderen Umbrae haben sie nur unter besonderen Umständen Zutritt.

Jede der Umbrae überlappt mit der stofflichen Welt, so dass es zu jedem Fleck auf der Welt einen korrespondierenden Ort in jeder der Umbrae gibt. Umgekehrt ist dies aber nicht der Fall, so dass man sich in einer der Umbrae von der stofflichen Welt soweit entfernen kann, dass der Ort an dem man ist keinen direkten Bezug zur stofflichen Welt mehr hat. Die meisten übernatürlichen Wesen, die einen Zugang zu einer dieser Eben haben betreten zunächst diese Überlappungsgebiete.

Die Umbrae lassen sich leicht danach unterscheiden was sie in den Bezirken widerspiegeln, die mit der stofflichen Welt überlappen:
- Der Astralraum ist eine Ebene der Gedanken. Im Überlappungsgebiet kann man die stoffliche Welt und die Personen und Objekte die darin sind zumeist wahrnehmen, doch die Sinneseindrücke sind durch die Einstellung die man selbst zu diesen Objekten oder Personen hat beeinflusst. So wird ein Gerichtsgebäude für eine Person, die Justiz als etwas Positives empfindet, sehr viel majästetischer aussehen, als es wirklich ist, und für jemanden, der eine schlechte Meinung von der Justiz hat, wird es einen abstoßenderen Eindruck vermitteln. Der Astralraum ist für Werwölfe quasi irrelevant, spielt aber für die in der Spielwelt vorkommenden Magier (aus dem Spiel Mage: The Ascension) und einige Vampire (aus dem Spiel Vampire: The Masquerade) eine Rolle. In dieser Ebene sind auch klassische Astralreisen in Gedankenschnelle möglich.
- Der Traum ist eine Ebene, in der Phantasie und Vorstellungskraft eine Rolle spielen. In den Bezirken des Traums die mit der stofflichen Welt überlappen, sind die Phantasie und die Vorstellungen der Wesen real, die an den korrespondierenden Flecken in der stofflichen Welt leben. So ist es z. B. in der Traumebene möglich den imaginären Freund eines Kindes zu treffen und mit ihm zu interagieren. Wenn man sich weiter in den Traum begibt kann man zu Orten gelangen, die es nicht auf der Erde gibt, wie Feenkönigreiche und ähnliches. Diese Ebene spielt vor allem für die Wechselbälger und Feenwesen der Spielwelt (aus dem Spiel Changeling: The Dreaming) eine große Rolle. Um zu unterscheiden wie weit man von der stofflichen Welt entfernt ist, unterscheidet man ggf. nach Nahem Traum (engl. Near Dreaming) und Fernem Traum (engl. Far Dreaming).
- Die Dunkle Umbra ist das Reich der Toten. In dem Überlappungsbereich, der als die Schattenlande (engl. Shadow Lands) bekannt ist, kann man die stoffliche Welt und ihre Bewohner sehen, doch die Wahrnehmung ist von Verfall und Tod geprägt. Die ruhelosen Geister Verstorbener sind hier beheimatet und diese Ebene ist das Hauptsetting des Spiels Wraith: The Oblivion, sowie des zugehörigen historischen Setting Wraith: The Great War. Die weiter von der stofflichen Welt entfernten Bezirke dieser Welt beinhalten u. a. einen endlosen Sturm (engl. Tempest) hinter dem die sogenannten „Entfernten Ufer“ (engl. Far Shores) liegen, die z. B. die Paradiese und Höllen einzelner Religionen repräsentieren.
- Die mittlere Umbra ist die Umbra, die von Werwölfen gewöhnlich betreten wird. Wenn die Werwölfe das Wort „Umbra“ benutzen, meinen sie gewöhnlich diesen Teil der Geisterwelt, oder auch nur den Teil, der mit der stofflichen Welt überlappt, der auch als Penumbra bezeichnet wird. Diese Welt spiegelt die spirituelle Seite der Welt wider. Das heißt, hier lässt sich wahrnehmen, wie Dinge in ihrer Essenz sind. Entsprechend kann es sein, dass für einen Ort ein recht neues Gebäude noch gar nicht in der Umbra zu sehen ist, da es noch keine spirituelle Relevanz für den Ort hat. Geisterwesen bewohnen diese Ebene, wobei sie jeweils an Orten leben, die spirituell zu ihnen passen.

Von der stofflichen Erde weiter entfernte Teile der mittleren Umbra werden als Nahes Umbra und Fernes Umbra bezeichnet. Im Nahen Umbra lassen sich Landschaften finden, die der stofflichen Welt ähnlich sind, die jedoch bestimmte Aspekte abbilden. Es gibt eine unendliche Zahl solcher Bereiche, die man als Reiche, Domänen (kleinere Reiche) und Subdomänen (Teilgebiete von Domänen) bezeichnet. Ein solches Reich des Nahen Umbra ist beispielsweise „Das Schlachtfeld“. Dabei handelt es sich um die spirituelle Resonanz kriegerischer Auseinandersetzungen, so dass in dem Reich sich die unterschiedlichsten Schlachten aus allen Kriegen und aller Epochen immer wiederholen und der Essenz dessen, was Krieg bedeutet, eine Heimat bietet. Von der Penumbra führen sog. Brückenköpfe in das Nahe Umbra, speziell zu Orten, die spirituell mit der Penumbra verbunden sind. Diese Brückenköpfe müssen nicht offensichtlich sein. So kann es passieren, dass ein Werwolf von der Penumbra Entsprechung eines Schlachtfeldes aus dem Ersten Weltkrieg versucht, in die Penumbra Entsprechung des nahe gelegenen Dorfes zu laufen, sich dabei aber durch den Brückenkopf in das Nahe Umbra bewegt, wo er in einem Teil „des Schlachtfeldes“ wiederfindet, das der realen Geschichte des Schlachtfeldes, auf dem er war, am ehesten entspricht.

Das Ferne Umbra ist so weit von der stofflichen Welt entfernt, dass dort quasi nur noch Gedanken und Ideen existieren. Der Übergang zwischen Nahes Umbra und Fernes Umbra ist dabei fließend.

### Die Triade
Als Triade werden drei Konzepte bezeichnet, die innerhalb der animistischen Weltvorstellung der Werwölfe nicht nur als Urkräfte, sondern auch als personifizierte Wesen existieren.
- Wyldnis ist das Konzept und die personifizierte Macht des Chaos, der Schöpfung aber auch der Kreativität. Im Englischen ist die Wyldnis als the Wyld ein Neutrum. Die Wyldnis ist für die Veränderung und das Entstehen von Leben verantwortlich, im weitesten Sinne sind ihr auch neue Lebensformen (durch Mutation) zuzuordnen. Was die Wyldnis schafft ist frei, ungebunden und neu.
- Weberin ist das Konzept und die personifizierte Macht der Formung, Namensgebung, Ordnung und der Stasis. Im Englischen ist die Weberin als the Weaver ein Neutrum oder Femininum. In der kosmischen Weltordnung ist es die Aufgabe der Weberin die Schöpfungen der Wyldnis mit Regeln und Namen in eine Form und Ordnung zu bringen. Im weitesten Sinne sind alle Versuche die Welt wissenschaftlich zu erklären und Gesetzmäßigkeiten zu finden der Weberin zuzuordnen.
- Wyrm ist das Konzept des Verfalls, der Zerstörung und des Todes. Im Englischen ist der Wyrm als the Wyrm ein Neutrum oder ein Maskulinum. In der kosmischen Ordnung ist es seine Aufgabe Dinge zu beenden deren Zeit gekommen ist. Einer Legende der Werwölfe nach wurde die Weberin im Laufe der Zeit darüber frustriert, dass ihre Ordnung immer wieder durch den Wyrm beendet wurde, weswegen sie diesen in ihrem Netz fing. Hierdurch geriet das Gleichgewicht der Urkräfte ins wanken und in der Vorstellung der Werwölfe wurde der Wyrm wahnsinnig. Er ist nun bestrebt, dass ganze aus dem Gleichgewicht geratene System zu beenden. Um dies zu erreichen hat er sich die Korruption zu eigen gemacht und ist aktiv bestrebt die Welt, nach der Vorstellung der Garou Gaia, „erkranken“ zu lassen, bis sie stirbt.

Die drei Urkräfte existieren innerhalb der Geisterwelt auch als Wesen im weitesten Sinne, doch innerhalb der stofflichen Realität werden ihre Interessen von Dienern umgesetzt. So gibt es vor allem Geisterwesen, die einzelne Teilaspekte der drei Urkräfte verkörpern.

Es ist die Pflicht der Werwölfe, Gaia zu beschützen, weswegen sie den Wyrm als Feind betrachten. Tatsächlich ist einer der Leitsätze aus ihrer Litanei die Aufforderung: „Bekämpfe den Wyrm wo immer er haust und brütet“.

## Weitere Begriffe aus dem Spiel
- Caern ist die Bezeichnung für einen Ort starker spiritueller Macht. Für Garou heilige Orte. Dort ist die Barriere die die stoffliche Welt von der Geisterwelt trennt gewöhnlich schwach ausgeprägt, was es den Werwölfen erleichtert die Geisterwelt zu betreten. Die meisten Caerns werden von einer Septe aus mehreren Rudeln als Territorium beansprucht, gepflegt und beschützt.
- Ein Fetisch ist ein Gegenstand, in den ein Geist (eng.: spirit) gebunden ist, der dem Gegenstand übernatürliche Kräfte verleiht.
- Gnosis ist u. a. eine Art übernatürliche Energie. Je stärker ein Werwolf mit der Welt (Gaia) im Einklang ist, umso größer ist sein Gnosiswert. Der Gnosiswert gibt an, wie viele Punkte Gnosis der Spielcharakter speichern und einsetzen kann. Auch im Spiel können Werwölfe über ihre spirituelle Stärke oder Erleuchtung sprechen und dabei das Wort „Gnosis“ nutzen, aber alle Skalierung dient nur der Regelmechanik und ist im Spiel nicht präsent. Für die Wortherkunft siehe Gnosis.
- Eine Klaive ist ein mächtiger Fetisch-Dolch mit einer silbernen Klinge. Die Klaives gibt es in zwei Ausführungen die „normale“ Klaive und die Große Klaive, die ungefähr die Größe eines Schwertes hat. Klaiven sind mächtige traditionelle Waffen, die von den Werwölfen gleichermaßen verehrt, wie gefürchtet werden.
- Der perfekte Metis ist ein Metis ohne (körperliche) Deformation, dessen Geburt eines der prophezeiten Omen für den Anbruch der Apokalypse ist.
- Pentex ist ein international tätiger Konzern, welche dem Wyrm als eine Möglichkeit dient in der physischen Welt aktiv zu werden. Pentex hat es sich zum (inoffiziellen) Ziel gemacht, die Erdmutter Gaia zu vernichten und viele Mitglieder des Aufsichtsrates und der Führungsebene wurden vom Wyrm mit übernatürlichen Kräften ausgestattet. Der Konzern setzt sich aus mehreren Tochterfirmen zusammen, von denen hier die beiden größten genannt werden sollen:
  - Endron International, seinerseits Ölförder- und Vertriebskonzern, welcher die natürlichen Ressourcen der Erde skrupellos ausbeutet.
  - Magadon, Incorporated stellt alle denkbaren pharmazeutischen Mittel her und vertreibt diese. Experimentiert im Verborgenen jedoch mit der Bevölkerung durch die Ausbringung von biologischen Kampfstoffen, Viren, genetischen Manipulationen usw.

Ebenfalls zu Pentex gehört der Rollenspiel-Verlag Black Dog Game Factory. Bei dem Verlag handelt es sich z. T. um eine Persiflage auf den eigenen Verlag White Wolf, aber auch auf das Rollenspielgenre bzw. die Rollenspielindustrie generell. Tatsächlich hat White Wolf jedoch unter dem Imprint Black Dog Game Factory auch Bücher veröffentlicht, die sich mit Themen für Erwachsene beschäftigen (vor allem Gewalt, Religion, Holocaust). In der deutschen Übersetzung des Book of the Wyrm (2nd Edition) (dt. Buch des Wyrm), hat der deutsche Verleger Feder & Schwert das Thema aufgegriffen und ebenfalls eine Parodie des eigenen Verlags bzw. der eigenen Spiele eingebracht.
In der Spielwelt ist Eigentums- und Finanzgeflecht um Pentex nur schwer zu durchschauen. Daher benutzen einige Garou den Namen auch als Synonym für alle Aktivitäten des Wyrm die von einer Firma vorangetrieben werden bzw. unter dem Deckmantel eines großen Unternehmens stattfinden.
- Rudel bezeichnet eine Gruppe von Werwölfen die zusammenarbeiten. Ein Rudel ist wie eine Wahlfamilie in der man lebt. Im Spiel sollen die Spielercharaktere gewöhnlich ein Rudel bilden.
- Septe ist eine Gemeinschaft von Rudeln, die in einer Region leben und dort den Wyrm bekämpfen. Oft teilen sich die Garou einer Septe auch einen Caern. Das englische Wort sept bezeichnet eine Teilmenge eines Familien-Clans und tatsächlich gehörten früher gewöhnlich alle Garou einer Septe zum selben Stamm, doch in der Moderne ist dies oft nicht mehr so.
- Totem bezeichnet in der Spielwelt einen Geist, der für einzelne Werwölfe oder Gruppen von ihnen als Schutzpatron fungiert (vergl. hierzu die Wortbedeutung „Totem“). Ein Rudel kann sich in den Dienst eines Geistes stellen, der dann mit dem Rudel eine wechselseitige Beziehung eingeht. Das Rudel folgt seinen Lehren und erhält dafür die Unterstützung des Totemgeistes. Die Stämme der Werwölfe haben jeweils eine Stammestotem (diese sind oben angegeben). Wie bei einigen Indianerstämmen stellt das Stammestotem eher eine besondere Art der Verwandtschaftsbeziehung dar, basierend darauf dass die Werwölfe eines Stammes gemein haben, von dem jeweiligen Stammestotem als Stammesmitglied akzeptiert zu sein. Schließlich gibt es auch Geister die sich mit einem Caern verbunden haben und die häufig auch Cearn- oder Septentotem genannt werden. Diese waren in den frühen Editionen des Spiels aber nicht wirklich als Totems im Wortsinn zu sehen – erst mit dem Quellenbuch Rage across the World (2014) bekamen Caerngeister eine regelmechanische Funktion als Septentotems. Es kommt auch vor, dass statt des gesamten Rudels ein einzelner Garou einem Geist als seinem Totem folgt, dies ist jedoch selten und schließt gewöhnlich die Zugehörigkeit zu einem Rudel aus.

## Die Fera
Die Fera (z. T. auch Bête oder allgemein Changing Breeds genannt) sind ein Sammelbegriff für alle anderen Werwesen, die in der Welt der Dunkelheit bekannt sind. Die einzelnen Werwesen haben z. T. eine eigene Mythologie und einen eigenen Hintergrund. Die einzelnen Fera wurden in den Quellenbüchern Werewolf Player's Guide (ISBN 1-56504-057-0), Werewolf Player's Guide (2nd Edition) (ISBN 1-56504-352-9), Player's Guide to the Changing Breeds (ISBN 1-58846-318-4) und W20: Changing Breeds behandelt. Ausführliche Beschreibungen haben sie z. T. in ihren eigenen Quellenbüchern erhalten, wobei der W20: Changing Breeds die letzte Version der zugrunde liegenden Regeln enthält (Stand 2014). Die eigenen Quellenbücher sind bei den einzelnen Werwesen angegeben.

| Name     | Kurzbeschreibung | Quellenbuch               | ISBN                      |
| -------- | --- | ------------------------- | ------------------------- |
| Ajaba    | Werhyänen | Bastet                    | ISBN 1-56504-335-9        |
| Ananasi  | Werspinnen Im fernen Osten unter dem Namen Kumo bekannt. | Ananasi                   | ISBN 1-56504-359-6        |
| Apis     | Werauerochsen Die Apis im Krieg des Zornes ausgerottet. Der letzte starb auf Kreta im Minoischen Labyrinth.                                                                      | kein Quellenbuch          | kein Quellenbuch          |
| Bastet   | Werkatzen Die Bastet verfügen über einige eigene Stämme entsprechend einzelner (Groß-)Katzengattungen. Im fernen Osten ist der Stamm Khan vorherrschend.                         | Bastet                    | ISBN 1-56504-335-9        |
| Camazotz | Werfledermäuse Wurden im Krieg des Zornes gejagt. Einige verbleibende wurden während der Besiedlung Amerikas entdeckt und getötet, so dass diese Gattung heute ausgestorben ist. | kein Quellenbuch          | kein Quellenbuch          |
| Corax    | Werraben Im fernen Osten unter dem Namen Tengu bekannt. | Corax                     | ISBN 1-56504-337-5        |
| Garou    | Werwölfe | Hauptfokus der Spielserie | Hauptfokus der Spielserie |
| Grondr   | Werwildschweine Wurden im Krieg des Zornes fast ausgerottet, die wenigen die überlebten sind jetzt Wyrm-Korrumpiert.                                                             | kein Quellenbuch          | kein Quellenbuch          |
| Gurahl   | Werbären | Gurahl                    | ISBN 1-56504-339-1        |
| Kitsune  | Werfüchse Die Kitsune sind nur im fernen Osten bekannt. Es gibt keine westliche Entsprechung.                                                                                    | Hengeyokai                | ISBN 1-56504-338-3        |
| Mokolé   | Werechsen Im fernen Osten ist die Mokolé-Unterart Zhong Lung verbreitet. | Mokolé                    | ISBN 1-56504-306-5        |
| Nagah    | Werschlangen | Nagah                     | ISBN 1-56504-348-0        |
| Nuwisha  | Werkoyoten | Nuwisha                   | ISBN 1-56504-336-7        |
| Ratkin   | Werratten Im fernen Osten unter den Namen Nezumi bekannt. | Ratkin                    | ISBN 1-56504-342-1        |
| Rokea    | Werhaie Im fernen Osten unter den Namen Same-Bito bekannt. | Rokea                     | ISBN 1-56504-364-2        |

Es ist zu beachten, dass die Welt der Dunkelheit ein eigenes Setting für den fernen Osten beinhaltet, in dem besonders auf asiatische Mythologie eingegangen wird. Das Quellenbuch Kindred of the East (dt. Kinder des Lotos) beschreibt dieses Setting einführend. Für die Werwesen des Ostens wurde das Quellenbuch Hengeyokai (ISBN 1-56504-338-3) veröffentlicht.

## Rage
Unter den Namen Rage wurden zwei auf der Spielwelt von Werewolf: The Apocalypse basierende Sammelkartenspiele veröffentlicht.

Das erste Spiel wurde von White Wolf selbst gestaltet und bestand aus den Serien Limited/Unlimited, Umbra, Wyrm, War of the Amazon und Legacy of the Tribes. Danach wurde die Produktion eingestellt und eine Lizenz an die Five Rings Publishing Group (FRPG) vergeben.

Das zweite Spiel wurde von FRPG ebenfalls Rage genannt und benutzte denselben Kartenrückseiten. Es verfügte jedoch über gänzlich andere Spielmechanik und Spielregeln. Es entstanden 7 Kartensets, die im Abstand von einem Monat veröffentlicht wurden (Rage across Las Vegas Phase 1 bis Phase 6 und Rage across Las Vegas: Equinox das die kleineren Sets 7 bis 9 beinhaltete). FRPG wurde dann von Wizards of the Coast aufgekauft, die wiederum von Hasbro übernommen wurde. Rage wurde zu dieser Zeit erneut eingestellt und die Lizenz fiel an White Wolf zurück.

Azrael Productions erhielt von White Wolf die Erlaubnis Rage-Turniere zu veranstalten, konnte jedoch keine Lizenz erwirken neue Karten zu drucken. Unter Azraels Betreuung setzte sich in der Fangemeinde durch, dass die „White Wolf“-Version von Rage als Rage: Apocalypse, die FRPG-Version als Rage: Tribal War bezeichnet wird.

Beide Versionen des Spiels werden von Fans erhalten und ausgebaut. Alle Karten die auf der offiziellen Homepage zu finden. Dort befindet sich auch eine Anleitung, wie das Spiel durch ein online-Portal gespielt werden kann.

Für die Spielwelt von Werewolf: The Apocalypse ist Rage insoweit relevant, dass einige in der Spielwelt angesiedelte Romane mit dem Rage-Logo auf dem Cover produziert wurden. Dabei kann zumindest der Inhalt des Romans Silver Crown als kanonisch angesehen werden, da die Stammesroman-Serie unter dem Werewolf: The Apocalypse-Logo sich auf Ereignisse aus diesem Buch bezieht.

### Anthologien
| Titel                                                                                         | Produktionscode | Verlag                | Erscheinungsjahr | ISBN               | Hinweis |
| --------------------------------------------------------------------------------------------- | --------------- | --------------------- | ---------------- | ------------------ | --- |
| Drums around the fire                                                                         | WW3400          | White Wolf Publishing | 1993             | ISBN 1-56504-058-9 | |
| When Will You Rage (1st Edition)                                                              | WW11002         | White Wolf Publishing | 1996             | ISBN 1-56504-087-2 | 19 Geschichten in beiden Bänden. Unterschied sind u. a. Papierstärke und Druckgröße. Einige der Geschichten nutzen das 'San Francisco'-Setting, dass in vielen frühen Romanen und Anthologien zur Welt der Dunkelheit verwendet wurde. Spielwerte zu einigen der im Roman vorkommenden Charaktere sind in Caerns Places of Power (1993; ISBN 1-56504-066-X) zu finden. |
| When Will You Rage (2nd Edition)                                                              | WW11901         | White Wolf Publishing | 2001             | ISBN 1-56504-903-9 | 19 Geschichten in beiden Bänden. Unterschied sind u. a. Papierstärke und Druckgröße. Einige der Geschichten nutzen das 'San Francisco'-Setting, dass in vielen frühen Romanen und Anthologien zur Welt der Dunkelheit verwendet wurde. Spielwerte zu einigen der im Roman vorkommenden Charaktere sind in Caerns Places of Power (1993; ISBN 1-56504-066-X) zu finden. |
| W20: Rites of Renown – When will you Rage II                                                  | WW?????         | Onyx Path             | 2013             | keine ISBN         | Exklusiver Vertrieb durch DriveThruRPG. |
| W20: Songs of the Sun and Moon: the Changing Breeds Anthology                                 | WW?????         | Onyx Path             | 2013             | keine ISBN         | Exklusiver Vertrieb durch DriveThruRPG. |
| Anthologien mit einer Werwolfgeschichte und Geschichten zu anderen Spielen der WoD-Spielwelt: |                 |                       |                  |                    | |
| The Essential World of Darkness                                                               |                 | White Wolf Publishing | 1997             | ISBN 1-56504-864-4 | |
| The Quintessential World of Darkness                                                          |                 | White Wolf Publishing | 1998             | ISBN 1-56504-880-6 | |

### Comics
Einzelausgaben:
- Bone Gnawer, Moonstone, 2001, ISBN 0-9710129-2-X.
- Black Furies, Moonstone, 2002, ISBN 0-9712937-2-4.
- Children of Gaia, Moonstone, 2002, ISBN 0-9712937-5-9.
- Fianna, Moonstone, 2002, ISBN 0-9710129-5-4.
- Get of Fenris, Moonstone, 2003, ISBN 0-9721668-9-0.

Sammelbände:
- Fang & Claw Volume 1, Moonstone, 2003, ISBN 0-9721668-7-4 (enthält Bone Gnawer, Black Furies und Children of Gaia).
- Fang & Claw Volume 2, Moonstone, 2003, ISBN 0-9726443-4-2 (enthält Fianna, Get of Fenris und den neuen Band Glaswalker).
- Nightmares in our Midst: Vampires and Werewolves. Moonstone, 2004, ISBN 0-9712937-7-5 (Enthält 'Black Furies' zusammen mit den Vampirgeschichten 'Toreador' und 'Theo Bell').

### Romane
| Ältere Romane aus der World of Darkness Reihe von Haper Collins | Ältere Romane aus der World of Darkness Reihe von Haper Collins | Ältere Romane aus der World of Darkness Reihe von Haper Collins | Ältere Romane aus der World of Darkness Reihe von Haper Collins | Ältere Romane aus der World of Darkness Reihe von Haper Collins | Ältere Romane aus der World of Darkness Reihe von Haper Collins |
| Titel                                                           | Autor                                                           | Verlag                                                          | Erscheinungsjahr                                                | ISBN                                                            | Hinweis |
| --------------------------------------------------------------- | --------------------------------------------------------------- | --------------------------------------------------------------- | --------------------------------------------------------------- | --------------------------------------------------------------- | --- |
| Werewolf: Wyrm Wolf                                             | Edo Van Belkom                                                  | HarperCollins                                                   | 1995                                                            | ISBN 0-06-105439-9                                              | Der Roman nutzt das 'San Francisco'-Setting, dass in vielen frühen Romanen und Anthologien zur Welt der Dunkelheit verwendet wurde. Spielwerte zu einigen der im Roman vorkommenden Charaktere sind in Caerns Places of Power (1993; ISBN 1-56504-066-X) zu finden. |
| Werewolf: Conspicuous Consumption                               | Stuart Von Allmen                                               | Boxtree Ltd.                                                    | 1996                                                            | ISBN 0-7522-0325-8                                              | |
| Werewolf: Hell-Storm                                            | James A. Moore                                                  | HarperCollins                                                   | 1996                                                            | ISBN 0-06-105675-8                                              | |
| Werewolf: Watcher                                               | Charles Grant                                                   | HarperCollins                                                   | 1997                                                            | ISBN 0-06-105672-3                                              | |
| Neuere Romane von White Wolf                                    |                                                                 |                                                                 |                                                                 |                                                                 | |
| Titel                                                           | Autor                                                           | Verlag                                                          | Erscheinungsjahr                                                | ISBN                                                            | Hinweis |
| Breathe Deeply                                                  | Don Bassingthwaite                                              | White Wolf Publishing                                           | 1997                                                            | ISBN 1-56504-881-4                                              | Unter dem Rage-Logo vermarktet. Der Roman benutzt das Amazonas-Setting aus Rage across the Amazon (1993; ISBN 1-56504-061-9). |
| Call To Battle                                                  | Doug Murray Brian Leblanc                                       | White Wolf Publishing                                           | 1996                                                            | ISBN 1-56504-885-7                                              | Als Auftakt einer nicht erschienenen Serie geplant. |
| The Silver Crown                                                | Bill Bridges                                                    | White Wolf Publishing                                           | 1995                                                            | ISBN 1-56504-882-2                                              | Unter dem Rage-Logo vermarktet. Einige der Charaktere dieses Buches treten auch in einzelnen Bänden Tribe Novel-Serie und in Die Letzte Schlacht auf. |
| Die Tribe Noveles-Serie                                         |                                                                 |                                                                 |                                                                 |                                                                 | |
| #1 Shadowlords & Get of Fenris                                  | Gherbod Fleming                                                 | White Wolf Publishing                                           | 2001                                                            | ISBN 1-56504-855-5                                              | Die Serie der Stammesromane beinhaltet mehrere miteinander verwobene Handlungsstränge, in denen die Signaturcharaktere des Spiels als Protagonisten auftreten. Jeder der zwischen 280 und 290 Seiten umfassenden Paperbacks teilt sich dabei in zwei Teile, bei denen jeweils ein Mitglied des titelgebenden Stammes im Fokus der Geschichte steht. Eine Ausnahme bildet dabei Black Spiral Dancers dessen Protagonist Arkady ein Silberfang von zweifelhaftem Ruf ist. Illustrator der Cover war Steve Prescott. Die Nummerierung der Bücher entspricht geplanten Lesereihenfolge und entspricht weitgehend der chronologischen Reihenfolge der in den Büchern geschilderten Ereignisse. |
| #2 Silent Striders & Black Furies                               | Carl Bowen Gherbod Fleming                                      | White Wolf Publishing                                           | 2001                                                            | ISBN 1-56504-883-0                                              | Die Serie der Stammesromane beinhaltet mehrere miteinander verwobene Handlungsstränge, in denen die Signaturcharaktere des Spiels als Protagonisten auftreten. Jeder der zwischen 280 und 290 Seiten umfassenden Paperbacks teilt sich dabei in zwei Teile, bei denen jeweils ein Mitglied des titelgebenden Stammes im Fokus der Geschichte steht. Eine Ausnahme bildet dabei Black Spiral Dancers dessen Protagonist Arkady ein Silberfang von zweifelhaftem Ruf ist. Illustrator der Cover war Steve Prescott. Die Nummerierung der Bücher entspricht geplanten Lesereihenfolge und entspricht weitgehend der chronologischen Reihenfolge der in den Büchern geschilderten Ereignisse. |
| #3 Red Talons & Fianna                                          | Gherbod Fleming Eric Griffen                                    | White Wolf Publishing                                           | 2001                                                            | ISBN 1-56504-884-9                                              | Die Serie der Stammesromane beinhaltet mehrere miteinander verwobene Handlungsstränge, in denen die Signaturcharaktere des Spiels als Protagonisten auftreten. Jeder der zwischen 280 und 290 Seiten umfassenden Paperbacks teilt sich dabei in zwei Teile, bei denen jeweils ein Mitglied des titelgebenden Stammes im Fokus der Geschichte steht. Eine Ausnahme bildet dabei Black Spiral Dancers dessen Protagonist Arkady ein Silberfang von zweifelhaftem Ruf ist. Illustrator der Cover war Steve Prescott. Die Nummerierung der Bücher entspricht geplanten Lesereihenfolge und entspricht weitgehend der chronologischen Reihenfolge der in den Büchern geschilderten Ereignisse. |
| #4 Bone Gnawers & Stargazers                                    | Justin Achilli Bill Bridges                                     | White Wolf Publishing                                           | 2001                                                            | ISBN 1-56504-886-5                                              | Die Serie der Stammesromane beinhaltet mehrere miteinander verwobene Handlungsstränge, in denen die Signaturcharaktere des Spiels als Protagonisten auftreten. Jeder der zwischen 280 und 290 Seiten umfassenden Paperbacks teilt sich dabei in zwei Teile, bei denen jeweils ein Mitglied des titelgebenden Stammes im Fokus der Geschichte steht. Eine Ausnahme bildet dabei Black Spiral Dancers dessen Protagonist Arkady ein Silberfang von zweifelhaftem Ruf ist. Illustrator der Cover war Steve Prescott. Die Nummerierung der Bücher entspricht geplanten Lesereihenfolge und entspricht weitgehend der chronologischen Reihenfolge der in den Büchern geschilderten Ereignisse. |
| #5 Children of Gaia & Uktena                                    | Richard Lee Byers Stefan Petrucha                               | White Wolf Publishing                                           | 2002                                                            | ISBN 1-58846-812-7                                              | Die Serie der Stammesromane beinhaltet mehrere miteinander verwobene Handlungsstränge, in denen die Signaturcharaktere des Spiels als Protagonisten auftreten. Jeder der zwischen 280 und 290 Seiten umfassenden Paperbacks teilt sich dabei in zwei Teile, bei denen jeweils ein Mitglied des titelgebenden Stammes im Fokus der Geschichte steht. Eine Ausnahme bildet dabei Black Spiral Dancers dessen Protagonist Arkady ein Silberfang von zweifelhaftem Ruf ist. Illustrator der Cover war Steve Prescott. Die Nummerierung der Bücher entspricht geplanten Lesereihenfolge und entspricht weitgehend der chronologischen Reihenfolge der in den Büchern geschilderten Ereignisse. |
| #6 Silver Fangs & Glass Walkers                                 | Carl Bowen Tim Dedopulos                                        | White Wolf Publishing                                           | 2002                                                            | ISBN 1-58846-813-5                                              | Die Serie der Stammesromane beinhaltet mehrere miteinander verwobene Handlungsstränge, in denen die Signaturcharaktere des Spiels als Protagonisten auftreten. Jeder der zwischen 280 und 290 Seiten umfassenden Paperbacks teilt sich dabei in zwei Teile, bei denen jeweils ein Mitglied des titelgebenden Stammes im Fokus der Geschichte steht. Eine Ausnahme bildet dabei Black Spiral Dancers dessen Protagonist Arkady ein Silberfang von zweifelhaftem Ruf ist. Illustrator der Cover war Steve Prescott. Die Nummerierung der Bücher entspricht geplanten Lesereihenfolge und entspricht weitgehend der chronologischen Reihenfolge der in den Büchern geschilderten Ereignisse. |
| #7 Black Spiral Dancers & Wendigo                               | Eric Griffin Bill Bridges                                       | White Wolf Publishing                                           | 2002                                                            | ISBN 1-58846-822-4                                              | Die Serie der Stammesromane beinhaltet mehrere miteinander verwobene Handlungsstränge, in denen die Signaturcharaktere des Spiels als Protagonisten auftreten. Jeder der zwischen 280 und 290 Seiten umfassenden Paperbacks teilt sich dabei in zwei Teile, bei denen jeweils ein Mitglied des titelgebenden Stammes im Fokus der Geschichte steht. Eine Ausnahme bildet dabei Black Spiral Dancers dessen Protagonist Arkady ein Silberfang von zweifelhaftem Ruf ist. Illustrator der Cover war Steve Prescott. Die Nummerierung der Bücher entspricht geplanten Lesereihenfolge und entspricht weitgehend der chronologischen Reihenfolge der in den Büchern geschilderten Ereignisse. |
| Time of Judgement-Serie                                         |                                                                 |                                                                 |                                                                 |                                                                 | |
| Die letzte Schlacht The Last Battle                             | Bill Bridges                                                    | Feder & Schwert White Wolf Publishing                           | 2002                                                            | ISBN 3-937255-00-1 ISBN 1-58846-856-9                           | Dieser Roman beschreibt den Untergang der Spielwelt und hat unterschiedliche starken Fokus auf einige der Charaktere aus früheren Romanen, speziell der Tribe Novel-Serie. Für die in derselben Spielwelt angesiedelten Spiele Vampire: The Masquerade und Mage: The Ascension erschienen unter dem Time of Judgement-Logo eigene Romane die das Ende der Spielwelt thematisieren, aber keine fortlaufende Handlung aufweisen. Dieser Roman wurden ins Deutsche übersetzt. |
| W20                                                             |                                                                 |                                                                 |                                                                 |                                                                 | |
| Houses of the Moon                                              | Mike Lee                                                        | Onyx Path Publishing                                            | 2013                                                            | keine ISBN                                                      | Angekündigt als Teil des W20 Kickstarter. |

Das Cover von Breathe Deeply und The Silver Crown weist beide Bücher als Rage-Novels aus.

### Spielregeln
Hier sind nur die Bücher aufgeführt, die ins Deutsche übertragen wurden. Für eine komplette Liste der englischen Bücher siehe List of Werewolf: The Apocalypse books in der englischen Wikipedia.
| Deutsch (Feder & Schwert)                          | Deutsch (Feder & Schwert) | Deutsch (Feder & Schwert)                                                     | Englisch (White Wolf)                             | Englisch (White Wolf) | Englisch (White Wolf)                                                         |
| Name                                               | Jahr                      | ISBN                                                                          | Name                                              | Jahr                  | ISBN                                                                          |
| -------------------------------------------------- | ------------------------- | ----------------------------------------------------------------------------- | ------------------------------------------------- | --------------------- | ----------------------------------------------------------------------------- |
| Werwolf: Die Apokalypse (Zweite Auflage)           | 1995                      | ISBN 3-931612-00-7                                                            | Werewolf: The Apocalypse (2nd Edition)            | 1994                  | ISBN 1-56504-112-7                                                            |
| Werwolf – Die Apokalypse. Sichtschirm für Erzähler |                           | ISBN 3-931612-05-8                                                            | Werewolf Screen (2nd Edition)                     | 1995                  | ISBN 1-56504-113-5                                                            |
| Stammesbuch: Nachfahren des Fenris                 |                           | ISBN 3-931612-18-X                                                            | Tribebook: Get of Fenris (1st Edition)            | 1997                  | ISBN 1-56504-326-X                                                            |
| Stammesbuch: Fianna                                |                           | ISBN 3-931612-08-2                                                            | Tribebook: Fianna (1st Edition)                   | 1995                  | ISBN 1-56504-325-1                                                            |
| Projekt: EOS                                       | 1998                      | ISBN 3-931612-27-9                                                            | Project Twilight                                  | 1995                  | ISBN 1-56504-310-3                                                            |
| Bastet                                             | 1999                      | ISBN 3-931612-82-1                                                            | Bastet                                            | 1997                  | ISBN 1-56504-335-9                                                            |
| Werwolf: Die Apocalypse (Dritte Edition)           | 2001                      | ISBN 3-935282-04-4 (reguläre Ausgabe) ISBN 3-931612-66-X (limitierte Edition) | Werewolf: The Apocalypse (revised Edition)        | 2000                  | ISBN 1-56504-365-0 (reguläre Ausgabe) ISBN 1-56504-366-9 (limitierte Edition) |
| Werwolf, Kompendium für den Erzähler               | 2001                      | ISBN 3-935282-36-2                                                            | Werewolf Storytellers Companion (Revised Edition) | 2001                  | ISBN 1-56504-323-5                                                            |
| Das Buch des Wyrm                                  | 2001                      | ISBN 3-935282-17-6                                                            | Book of the Wyrm 2nd Edition                      | 1998                  | ISBN 1-56504-356-1                                                            |
| Welt im Zorn                                       | 2002                      | ISBN 3-935282-27-3                                                            | World of Rage                                     | 2000                  | ISBN 1-56504-362-6                                                            |
| Apokalypse                                         | 2004                      | ISBN 3-935282-99-0                                                            | Apocalypse                                        | 2004                  | ISBN 1-58846-323-0                                                            |

- Projekt: EOS enthielt auch eigenes Material von Feder & Schwert.
- Das Buch des Wyrm enthielt auch eigenes Material von Feder & Schwert und war auf die revised Edition angepasst.
- Die 13 Tribebooks der 1st Edition wurden unter dem Titel Litany of the Tribes in 4 Bänden neu aufgelegt.